# Larak
Pour les articles homonymes, voir Lark.
Larak est une île iranienne située sur la côte de la province de Hormozgan dans le Golfe Persique.
L'île était un site majeur d'exportation de pétrole iranien depuis 1987. Le site a été bombardé par l'Irak en novembre et décembre 1986 durant la guerre Iran-Irak.
Sur l'île se situe une base militaire iranienne qui maintient plusieurs missiles surface - surface Silkworm HY-2 de construction chinoise placés là en 1987.

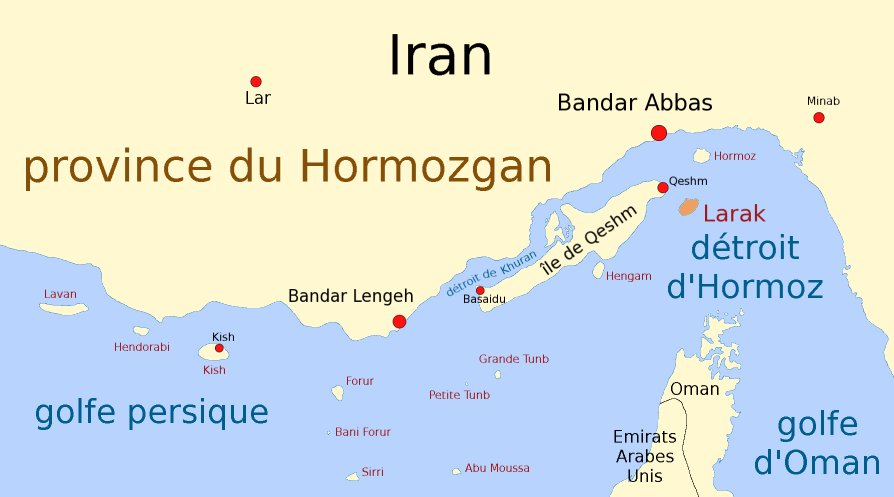
Larak et ses environs

## Images
http://www.parstimes.com/spaceimages/larak_island.html